# São Brás do Suaçuí
São Brás do Suaçuí é um município brasileiro da Mesorregião Metropolitana de Belo Horizonte, no estado de Minas Gerais. Sua população recenseada em 2022 era de 3 989 habitantes.

## Etimologia
"Suaçuí" vem do tupi antigo sûasu + 'y, que significa "rio dos veados" (sûasu é "veado", e 'y é "rio").

## Geografia
Conforme a classificação geográfica mais moderna (2017) do IBGE, São Brás do Suaçuí é um município da Região Geográfica Imediata de Conselheiro Lafaiete, na Região Geográfica Intermediária de Barbacena.

## História
Foi o sesmeiro Armando de Souza da Guarda quem constituiu o patrimônio inicial para a ereção da capela de São Brás, filial de Congonhas do Campo, em 1728, conforme escritura de 13 de abril daquele ano. Em 1753 registra-se provisão para sua reforma, ou reconstrução. Foi elevado de curato a paróquia pela lei nº 471, de 1 de junho de 1850. Foi distrito do município de Entre Rios de Minas até seu desmembramento em 12 de dezembro de 1953.
Nasceu na cidade Rodolfo Gustavo da Paixão, deputado federal e presidente do estado de Goiás no governo provisório do marechal Deodoro da Fonseca.

## Economia
Basicamente agrícola, nota-se grande produção de carvão vegetal e plantio de eucalipto. Na cidade também existe um posto de reabastecimento de locomotivas localizado na Ferrovia do Aço, próximo à divisa com o município de Jeceaba. Há também na cidade o "City Gate", posto de compressão de gás de onde partem as ramificações de gás natural para o Vale do Aço e para as principais minerações da região central do estado. Em 26 de outubro de 2010, a Companhia Siderúrgica Nacional anunciou previsão de investimento de R$ 400 milhões para uma usina de aços longos na cidade.

## Cultura
O amor à música é um traço marcante da pequena população desse município, onde grande número de pessoas dedica-se ao estudo e à execução de instrumentos musicais, bem como ao canto.
São Brás do Suaçuí, com apenas 3 989 habitantes, é herdeira de fortes tradições culturais da época colonial. Ainda hoje, a cidade é conhecida em toda a região pelo grande talento e vocação do seu povo para a música. Temos notícias de grupos atuando plenamente no século XIX, e partituras do século XVIII.
A tradição musical do município pode ser mostrada pelo esplendor da banda União Musical Santa Cecília e da Escola de Música de São Brás do Suaçuí.

### Escola de Música de São Brás do Suaçuí
Criada através de parceria feita com a Gerdau Açominas, através das leis de Incentivo à cultura, a escola de música desenvolve um consistente e contínuo trabalho de formação de músicos. Hoje tem cerca de 100 alunos, que formam um Coro de Câmara, uma Orquestra de Cordas, um Coro Infantil e uma Orquestra Infantil. Todos os cursos da escola são gratuitos e para ter acesso a eles o aluno deve, tão somente, ter um bom rendimento, ser assíduo, pontual e responsável em seus estudos. Sua contrapartida é, uma vez esteja em condição técnica satisfatória, fazer parte de um dos grupos.

## Rodovias
- BR-383
- BR-040

## Ferrovias
- Ferrovia do Aço da Rede Ferroviária Federal (RFFSA)[10][11]